# Батлер, Томас, 10-й граф Ормонд

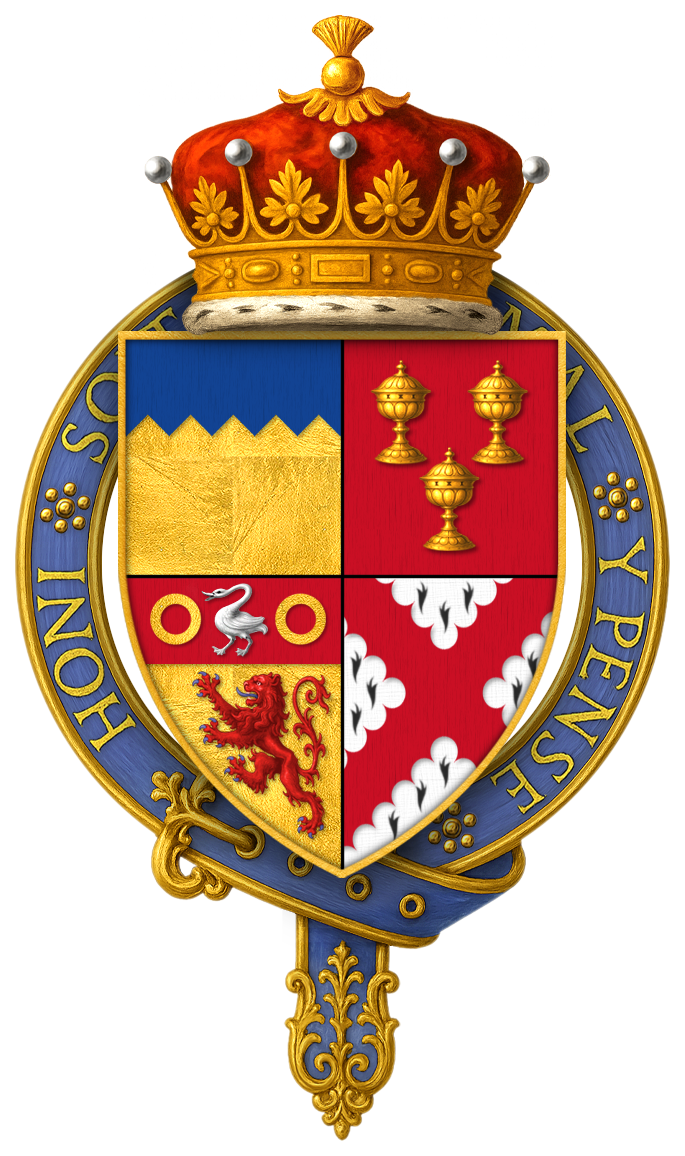
Герб сэра Томаса Батлера, 10-го графа Ормонда

Томас Батлер, так известный как «Черный Том» (англ. Thomas Butler, 10th Earl of Ormonde, 3rd Earl of Ossory, Viscount Thurles; ирл. Tomás Dubh de Buitléir, Iarla Urmhamhan; 1531 — 22 ноября 1614) — ирландский аристократ и пэр, 10-й граф Ормонд, 3-й граф Оссори и 2-й виконт Тёрлс (1546—1614).

## Биография
Старший сын Джеймса Батлера, 9-го графа Ормонда (1496—1546), и Джоан Фицджеральд (1509—1564/1565), дочери Джеймса Фицджеральда, 10-го графа Десмонда.
28 октября 1546 года после смерти своего отца Томас Батлер стал 10-м графом Ормондом, 3-м графом Оссори и 2-м виконтом Тёрлсом, унаследовав замки поместья графов Ормонд.
Он расширил замок Ормонд в своём поместье Каррик-он-Шур (графство Типперэри). Большую часть своей жизни Томас Батлер был занят ожесточенной враждой со своим наследственным врагом, Джеральдом Фицджеральдом, 15-м графом Десмондом, сыном Джеймса Фицджеральда, 14-го графа Десмонда. В 1565 году в битве при Аффейне Томас Батлер одержал победу над Джеральдом Фицджеральдом, который был ранен и взят в плен.
Во время восстаний Десмонда в провинции Манстер (1569—1573, 1579—1583) Томас Батлер, 10-й граф Ормонд, находился на стороне королевы Елизаветы I Тюдор и принимал участие в подавлении этих восстаний. Будучи протестантом, Томас Батлер командовал ирландской королевской армией при подавлении восстаний Десмонда.
Граф Ормонд и королева Елизавета познакомились в Лондоне еще в детстве. Томас — «сын ирландского графа», а Елизавета — «незаконнорожденная дочь Генриха VIII». Они также были родственниками, связанными через мать Елизаветы, Анну Болейн, чья бабка, леди Маргарет Батлер, была дочерью Томаса Батлера, 6-го графа Ормонда. Елизавета называла графа Ормонда своим «черным мужем». В 1588 году граф Ормонд был награжден Орденом Подвязки.
Томас Батлер, граф Ормонд, построил замок Каррик-он-Шур вдоль реки Шур, который был богато украшен и даже имел красные кирпичные дымоходы, которые в то время были очень дорогими. Он сделал это по одной причине. Королева Елизавета должна была остановиться в подходящем для неё дворце во время своего путешествия в Ирландии. Елизавета Тюдор планировала дважды посетить замок в Ирландии, первый раз в 1602 году, но она тогда заболела, и еще один раз в 1603 году, но она умерла незадолго до запланированного визита. Томас Батлер прожил еще одиннадцать лет после смерти королевы Елизаветы.
В феврале 1546/1547 года Томас Батлер был пожалован в рыцари. В марте 1557/1558 года он стал членом Тайного совета Ирландии. С 1559 по 1614 год — лорд-казначей Ирландии. Он занимал должности лейтенанта графств Типперэри (1575) и Килкенни (1575). В январе 1582/1583 года — лорд-генерал войск в Манстере, с 1594 по 1596 год — генерал войск в Лейнстере, в 1597 год — генерал-лейтенант вооруженных сил Ирландии. В 1602 году — вице-адмирал Лейнстера.
22 ноября 1614 года Томас Батлер, 10-й граф Ормонд, скончался, не оставив после наследников мужского пола. Он скончался в Каррик-он-Шур (графство Типперэри). После его смерти графский титул унаследовал его племянник, Уолтер Батлер, 11-й граф Ормонд (1559—1632), сын Джона Батлера из замка Килкэш (ум. 1570) и внук Джеймса Батлера, 9-го графа Ормонда.

## Брак и дети
Томас Батлер был трижды женат. Его первой женой с 1559 года была Элизабет Беркли (1534 — 1 сентября 1582), дочери Томаса Беркли, 6-го барона Беркли (ум. 1534), и Энн Сэвидж. Их брак был бездетным. В 1564 году они развелись.
9 ноября 1582 года в Лондоне граф Ормонда вторично женился на Элизабет Шеффилд, дочери Джона Шеффилда, 2-го барона Шеффилда (ок. 1538—1568), и Дуглас Говард (1542/1543 — 1608), дочери Уильяма Говарда, 1-го барона Говарда из Эффингема. У них было трое детей:
- Джеймс Батлер, виконт Тёрлс (4 сентября 1583—1589)
- Элизабет Батлер (ок. 1585—1628), 1-й муж с 1603 года Теобальд Батлер, виконт Батлер из Туллеофелима[англ.] (ум. 1613), сын сэра Эдмунда Батлера из Клугренана и Элеонор Эсташ. Её отец Томас казнил двух старших братьев её мужа за измену в 1596 году. Она вышла замуж в 1614 году вторично за Ричарда Престона, 1-го графа Десмонда (ум. 1628), от брака с которым у неё была одна дочь, Элизабет Престон
- Томас Батлер (до 1601—1606).

В июне 1601 года в третий раз женился на достопочтенной Хелен Барри, дочери Дэвида Фицджеймса де Барри, 5-го виконта Баттевэнта (ок. 1550—1617). Третий брак был бездетным.
Также у графа был внебрачный сын, Пирс Фицтомас Батлер (ум. 1601), женат на Кэтрин Флеминг, от брака с которой у него был сын, Эдвард Батлер, 1-й виконт Галмой (ум. 1653).